# Danestal
Danestal és un municipi francès situat al departament de Calvados i a la regió de Normandia. L'any 2007 tenia 269 habitants.

## Demografia

### Població
El 2007 la població de fet de Danestal era de 269 persones. Hi havia 103 famílies de les quals 20 eren unipersonals (20 dones vivint soles i 20 dones vivint soles), 32 parelles sense fills, 39 parelles amb fills i 12 famílies monoparentals amb fills.
La població ha evolucionat segons el següent gràfic:
Habitants censats

### Habitatges
El 2007 hi havia 337 habitatges, 106 eren l'habitatge principal de la família, 223 eren segones residències i 8 estaven desocupats. 290 eren cases i 47 eren apartaments. Dels 106 habitatges principals, 90 estaven ocupats pels seus propietaris, 16 estaven llogats i ocupats pels llogaters i 1 estava cedit a títol gratuït; 2 tenien una cambra, 2 en tenien dues, 8 en tenien tres, 34 en tenien quatre i 60 en tenien cinc o més. 100 habitatges disposaven pel capbaix d'una plaça de pàrquing. A 36 habitatges hi havia un automòbil i a 64 n'hi havia dos o més.

### Piràmide de població
La piràmide de població per edats i sexe el 2009 era:
| Homes | Edats   | Dones |
| ----- | ------- | ----- |
| 0     | 95 o +  | 0     |
| 0     | 90 a 94 | 0     |
| 0     | 85 a 89 | 0     |
| 8     | 80 a 84 | 4     |
| 4     | 75 a 79 | 8     |
| 0     | 70 a 74 | 8     |
| 12    | 65 a 69 | 4     |
| 8     | 60 a 64 | 4     |
| 4     | 55 a 59 | 4     |
| 12    | 50 a 54 | 8     |
| 20    | 45 a 49 | 12    |
| 4     | 40 a 44 | 20    |
| 0     | 35 a 39 | 4     |
| 8     | 30 a 34 | 8     |
| 4     | 25 a 29 | 0     |
| 4     | 20 a 24 | 4     |
| 4     | 15 a 19 | 16    |
| 0     | 10 a 14 | 12    |
| 0     | 5 a 9   | 4     |
| 12    | 0 a 4   | 0     |

## Economia
El 2007 la població en edat de treballar era de 180 persones, 126 eren actives i 54 eren inactives. De les 126 persones actives 116 estaven ocupades (64 homes i 52 dones) i 10 estaven aturades (5 homes i 5 dones). De les 54 persones inactives 24 estaven jubilades, 15 estaven estudiant i 15 estaven classificades com a «altres inactius».

### Ingressos
El 2009 a Danestal hi havia 113 unitats fiscals que integraven 302 persones, la mediana anual d'ingressos fiscals per persona era de 17.527 €.

### Activitats econòmiques
Dels 18 establiments que hi havia el 2007, 1 era d'una empresa de fabricació d'altres productes industrials, 7 d'empreses de construcció, 2 d'empreses de comerç i reparació d'automòbils, 1 d'una empresa d'hostatgeria i restauració, 1 d'una empresa financera, 4 d'empreses immobiliàries, 1 d'una entitat de l'administració pública i 1 d'una empresa classificada com a «altres activitats de serveis».
Dels 7 establiments de servei als particulars que hi havia el 2009, 1 era un guixaire pintor, 3 fusteries, 2 electricistes i 1 empresa de construcció.
L'any 2000 a Danestal hi havia 7 explotacions agrícoles.

## Poblacions més properes
El següent diagrama mostra les poblacions més properes.